# XP-4 (航空機)
XP-4
- 用途：戦闘機
- 製造者：ボーイング
- 運用者：アメリカ陸軍航空隊
- 初飛行：1927年[1]
- 生産数：1機

ボーイング XP-4は、1920年代にアメリカのボーイング社で製作された複葉戦闘機。わずか4.5時間のテスト飛行を行っただけで、その後飛行することはなかった。

## 設計と開発
1926年、エンジンの性能を向上させる手段としてのターボ過給器に大きな関心を持ったアメリカ陸軍は、ボーイングPW-9の最終機について、エンジンを510馬力のパッカード1A-500に強化するとともに、ターボ過給器を付加することを要求した。このタイプはXP-4と命名された。
それに加えて、PW-9では機首の上に装備されていた12.7mm、7.62mm各1挺の機銃に加え、下翼の下面のプロペラ回転面の圏外（すなわちプロペラ同調が不要な位置）に2挺の7.62mm機銃が装備された。
これらの改造はいずれも重量を増加させたので、下翼の翼幅は9.5フィート（290 cm）広げられた。
試作機は1927年7月27日にテストのためにライトフィールドに納入された。しかし、パッカードエンジンには800ポンド（360 kg）におよぶ重量増を補えるパワーがなく、前身の機体より貧弱な性能しか示せないことが直ちに明らかとなったため、計画は早々に破棄された。

## 要目（XP-4）
- 乗員： 1
- 全長： 23 ft 11 in （7.29 m）
- 全幅： 32 ft 1 in （9.78 m）
- 全高： 8 ft 10 in （2.69 m）
- 翼面積： 245 ft2 （22.8 m2）
- 空虚重量： 2,783 lb （1,264 kg）
- 最大離陸重量： 3,650 lb （1,655 kg）
- エンジン： パッカード 1A-500 過給器付水冷ピストンエンジン （510 hp） ×1
- 最高速度： 146ノット （168 mph、270 km/h）
- 巡航速度： 104ノット （120 mph、193 km/h）
- 航続距離： 326カイリ （375マイル、604 km）
- 上昇限度： 22,850 ft （6,965 m）
- 上昇力： 1,400 ft/min （7.1 m/秒）
- 武装： 機関銃（機首）2挺（7.62 mm、12.7 mm 各1）、（主翼下）2挺（7.62 mm）